# Bezemrock
Bezemrock is een jaarlijks muziekfestival in de Belgische plaats Beselare. De eerste editie vond plaats op 11 augustus 2007 en trok 300 bezoekers.
Jochen Degryse en Koen Meersseman startten met enkele jongeren in 2006 een vereniging om een jaarlijks muziekfestival te organiseren. De later tot VZW Den Bezem omgevormde vereniging organiseerde tot 2014 één festivalavond; sindsdien is Bezemrock een tweedaags festival.
In 2018 werd de eerste Bezemrock 4 Kids georganiseerd samen met de Jeugddienst van Zonnebeke.
Tijdens de coronapandemie werd Bezemrock geannuleerd. In 2021 werd alsnog een alternatieve en veilige eendaagse editie georganiseerd onder de naam HXBTZ (hexenbeatz).
In 2022 was het de vijftiende editie van Bezemrock en dit jubileum werd gevierd met een driedaags muziekfestival en kermis. Iets meer dan 3.500 bezoekers kwamen op het festival langs.
In 2023 werd besloten geen editie van Bezemrock te organiseren vanwege de Heksenstoet die rond dezelfde periode in Beselare plaatsvond. Twee evenementen in de zomer gingen zowel ten koste van de eigen inkomsten als van de medewerkers die bij beide evenementen betrokken waren. Bezemrock werd daardoor een tweejaarlijks festival in de even jaren, met de Heksenstoet in de oneven jaren.